# Anastazja Kuś
Anastazja Kuś (ur. 11 maja 2007 w Olsztynie) – polska lekkoatletka specjalizująca się w biegach sprinterskich.

## Kariera
W 2023 roku zdobyła złoty medal Olimpijskiego Festiwalu Młodzieży Europy EYOF Maribor 2023. Reprezentantka klubu AZS UWM Olsztyn wygrała bieg na 400 metrów z czasem 53,21 sekundy.
Złota medalistka halowych mistrzostw Polski seniorów 2024 w sztafecie mieszanej 4 × 400 metrów. Na mistrzostwach Europy juniorów młodszych 2024 zdobyła złoty medal w biegu na 400 m (51,89 s.) oraz srebrny medal w sztafecie szwedzkiej. 28 września 2024 wystąpiła w charytatywnym meczu koszykarskim „Olimpijczycy i Paraolimpijczycy dla Powodzian”, z którego dochód został przeznaczony na remont zniszczonej przez powódź hali „Obuwnik” w Prudniku (hala Pogoni Prudnik i Zarzewia Prudnik). 
Srebrna medalistka halowych mistrzostw świata w sztafecie 4 × 400 metrów (2025). Brązowa medalistka Mistrzostw Europy Juniorów w biegu na 400 metrów.

## Rekordy życiowe
- bieg na 400 m – 51,89 (20 lipca 2024, Bańska Bystrzyca) – rekord Polski U18[8]

## Życie prywatne
Jest córką Marcina Kusia i siostrzenicą Rafała Szweda.

## Osiągnięcia
| Rok  | Impreza                     | Miejsce   | Konkurencja        | Lokata     | Wynik   |
| ---- | --------------------------- | --------- | ------------------ | ---------- | ------- |
| 2024 | Igrzyska olimpijskie        | Paryż     | sztafeta 4 × 400 m | eliminacje | 3:26,69 |
| 2025 | Halowe mistrzostwa Europy   | Apeldoorn | bieg na 400 m      | eliminacje | 53,45   |
| 2025 | Halowe mistrzostwa świata   | Nankin    | sztafeta 4 × 400 m | 2. miejsce | 3:32,05 |
| 2025 | Mistrzostwa Europy Juniorów | Tampere   | bieg na 400 m      | 3. miejsce | 52.23   |